# Centre photographique d'Île-de-France
Le Centre photographique d'Île-de-France (CPIF), créé en 1989, est un centre voué à la photographie contemporaine. Il est situé à Pontault-Combault, dans le département de Seine-et-Marne. Il fait partie du réseau national des centres d’art contemporain.

## Histoire
Né en 1989, d’une volonté municipale, le Centre photographique d'Île-de-France est une association loi 1901. En 1993, il s’installe dans la graineterie d'une ancienne ferme. Il est l’un des 5 centres d’art contemporain spécialisés en photographie. Sa surface d’exposition est de 380 m2 et 113 mètres linéaires. Il est l’un des plus vastes centres d’art régionaux voués à la photographie.
Le centre photographique est soutenu par la Ville de Pontault-Combault, le Ministère de la Culture et de la Communication, le Conseil départemental de Seine-et-Marne et le Conseil régional d’Île-de-France.
Il fait partie de sept centres d'art contemporain voués à la photographie avec Centre d'art et photographie de Lectoure, Le Point du Jour à Cherbourg, Centre Régional de la Photographie Nord Pas-de-Calais à Douchy-les-Mines, le Jeu de Paume à Paris, le Villa Pérochon à Niort et la villa Noailles à Hyères.

## Missions
Le centre participe à la diffusion de la photographie contemporaine par la programmation de trois expositions par an.
Le centre accompagne la recherche artistique, par un programme de résidence d'artistes.